# سيكو شامتي
سيكو شامتي (بالإنجليزية: Seko Shamte) (مواليد 29 سبتمبر 1981)، هي كاتبة ومُخرجة أفلام ومُنتجة سينمائية تنزانية.